# Епископы Жемайтийские
Список епископов Жемайтии (самогитского диоцеза), также известны как епископы самогитские (от Самогития — латинское название Жемайтии).
- 1417—1422: Матей из Вильны
- 1422—1434: Николай Комеданус
- 1434—1435: Пётр из Львова
- 1436—1439: Якуб из Вильны
- 1439—1453: Бартоломей из Пултуска
- 1453—1464: Ежи из Вильны
- 1464—1470: Матей из Таполи
- 1471—1482: Бартоломей Свиренкович
- 1483—1492: Мартин из Жемайтии
- 1492—1515: Мартин Линтфар
- 1515—1530: Николай Радзивилл
- 1531—1533: Николай Везгайло
- 1534—1555: Вацлав Вербицкий
- 1556—1563: Ян Домановский
- 1564—1564: Станислав Наркуский
- 1565—1567: Викторин Вербицкий
- 1567—1574: Юрий Петкевич
- 1576—1609: Мельхиор Гедройц
- 1610—1618: Николай Пац
- 1618—1626: Станислав Кишка
- 1626—1631: Абрагам Война
- 1631—1633: Мельхиор Эльяшевич-Гейш
- 1633—1649: Юрий Скумин-Тышкевич
- 1649—1659: Пётр Парчевский
- 1660—1667: Александр Казимир Сапега
- 1667—1695: Казимир Пац
- 1695—1708: Ян Иероним Кришпин-Киршенштейн
- 1710—1713: Ян Николай Згерский
- 1715—1715: Павел Франтишек Бернард Сапега
- 1716—1735: Александр Николай Горайн
- 1736—1739: Юзеф Михаил Карп
- 1740—1762: Антоний Доминик Тышкевич
- 1762—1778: Ян Доминик Лопатинский
- 1778—1802: Ян Стефан Гедройц
- 1802—1838: Юзеф Арнульф Гедройц
- 1838—1844: Симон Николай Гедройц
- 1849—1875: Матей Казимир Волончевский
- 1875—1883: Александр Берасневич
- 1883—1908: Мечислав Леонард Палюлён
- 1910—1913: Каспар Феликс Циртовт
- 1914—1926: Франтишек Коревич